# On Mai Way
On Mai Way war ein Podcast beziehungsweise eine Onlineshow, die im Auftrag des Südwestrundfunk (SWR) von 2020 bis 2023 als Video-on-Demand ausgestrahlt wurde. Die Show wurde von Vanessa Mai moderiert und von der Berliner Produktionsfirma Drive beta produziert.

## Ausstrahlung
Die Ausstrahlung von On Mai Way erfolgte als Video-on-Demand. Zum einen konnte man die Show über das Videoportal YouTube abrufen. Die Show war hierbei auf dem Kanal „SWR Schlager“, einem vom Südwestrundfunk (SWR) betriebenen Kanal, zu finden. Zum anderen stand die Show in der ARD Mediathek zur Verfügung. Die erste Folge wurde am 5. November 2020 veröffentlicht, die letzte am 21. Dezember 2023.

## Inhalt
Bei On Mai Way handelt es sich um eine Talkshow, bei dem die Gäste und die Moderatorin sportlich gefordert werden. Der SWR beschreibt das Format selbst als „Laufband-Interview“ beziehungsweise „Laufband-Podcast“. Die Moderation erfolgt durch die deutsche Popschlager-Sängerin Vanessa Mai. Der Ablauf besteht darin, dass Mai ihren Gästen Interviewfragen stellt und mit ihnen Spiele spielt, während sich beide aktiv auf einem Laufband betätigen. Im Laufe des Interviews steigert sich die Geschwindigkeit sowie der Steigerungsgrad des Laufbands.
In der ersten Staffel begann das Interview zunächst noch in der Umkleidekabine, in der zweiten Staffel begann die Show direkt auf dem Laufband. Die Gäste tragen während der Show ein Schweißband mit dem Showlogo. Während der Show lässt Mai im Hintergrund einen Vorhang mit dem Showlogo fallen und enthüllt dabei den eigentlichen Laufhintergrund, der ein Bild zeigt, welches in Verbindung mit dem jeweiligen Gast steht. In der sogenannten „Double Time“ spielt Mai mit ihren Gästen. Dabei kam es zu Spielen wie „Face Swap“ oder auch „Lost in Translation“, wobei Liedtexte in eine andere Sprache übersetzt wurden und von Mai oder den Gästen erkannt werden mussten.
In der sechsten Staffel wurden der Sendung weitere Spiele beigefügt. Bei „Mai Social Media Memory“ handelt es sich um ein Memory mit Bildern aus ihren Social-Media-Profilen. Bei „MaiFilter“ sind Prominente aus dem Leben der Gäste zu erraten, die mit Gesichtsfiltern überdeckt sind. Bei „MaiQuiz“ müssen beide aus vier Antwortmöglichkeiten die richtige Antwort finden. Außerdem ist mit der erneuerten „Communityfrage“ ein neues Element dazugekommen. Diese wird fortan an den Gast und Mai gestellt und in einem goldenen Umschlag überreicht. Die Frage wird dabei leise für sich gelesen, laut beantwortet und wenn die Frage geheim bleiben soll, muss ein „Straf-Shot“ getrunken werden.

## Episodenliste

### Staffel 1
| Folge | Gast              | Erstausstrahlung  |
| ----- | ----------------- | ----------------- |
| 1.01  | Ikke Hüftgold     | 5. November 2020  |
| 1.02  | Giovanni Zarrella | 12. November 2020 |
| 1.03  | Carolin Niemczyk  | 19. November 2020 |
| 1.04  | Jochen Schropp    | 26. November 2020 |
| 1.05  | Falco Punch       | 3. Dezember 2020  |
| 1.06  | Madeline Juno     | 10. Dezember 2020 |

### Staffel 2
| Folge | Gast                       | Erstausstrahlung |
| ----- | -------------------------- | ---------------- |
| 2.01  | Eko Fresh                  | 18. Februar 2021 |
| 2.02  | Claudia Obert              | 25. Februar 2021 |
| 2.03  | Eric Stehfest              | 4. März 2021     |
| 2.04  | Timur Ülker                | 11. März 2021    |
| 2.05  | Jonas Ems                  | 18. März 2021    |
| 2.06  | Benjamin und Dennis Wolter | 25. März 2021    |
| 2.07  | Ross Antony                | 1. April 2021    |
| 2.08  | Aaron Troschke             | 22. April 2021   |
| 2.09  | Judith Williams            | 29. April 2021   |
| 2.10  | Jens Knossalla             | 6. Mai 2021      |
| 2.11  | Julia Beautx               | 13. Mai 2021     |
| 2.12  | Evelyn Burdecki            | 20. Mai 2021     |
| 2.13  | Faisal Kawusi              | 27. Mai 2021     |

### Staffel 3
| Folge | Gast                   | Erstausstrahlung   |
| ----- | ---------------------- | ------------------ |
| 3.01  | Valentina Pahde        | 16. September 2021 |
| 3.02  | Luca Tilo Scharpenberg | 23. September 2021 |
| 3.03  | Janine Pink            | 30. September 2021 |
| 3.04  | Marti Fischer          | 7. Oktober 2021    |
| 3.05  | Faye Montana           | 14. Oktober 2021   |
| 3.06  | Freshtorge             | 21. Oktober 2021   |
| 3.07  | Finch                  | 28. Oktober 2021   |
| 3.08  | Sophia Thiel           | 4. November 2021   |
| 3.09  | Tom Beck               | 11. November 2021  |
| 3.10  | Amira Pocher           | 18. November 2021  |
| 3.11  | Lola Weippert          | 25. November 2021  |
| 3.12  | Chantal Darmstädter    | 2. Dezember 2021   |

### Staffel 4
| Folge | Gast                      | Erstausstrahlung |
| ----- | ------------------------- | ---------------- |
| 4.01  | Jeremy Fragrance          | 10. März 2022    |
| 4.02  | Nicolas Puschmann         | 17. März 2022    |
| 4.03  | Vanessa Maria Gierszewski | 24. März 2022    |
| 4.04  | Sascha Hellinger          | 31. März 2022    |
| 4.05  | Jorge Gonzales            | 7. April 2022    |
| 4.06  | Kayef                     | 14. April 2022   |
| 4.07  | Jennifer Weist            | 21. April 2022   |
| 4.08  | Viviane Geppert           | 28. April 2022   |

### Staffel 5
| Folge | Gast             | Erstausstrahlung   |
| ----- | ---------------- | ------------------ |
| 5.01  | Mario Novembre   | 15. September 2022 |
| 5.02  | LeFloid          | 22. September 2022 |
| 5.03  | Aurel Mertz      | 29. September 2022 |
| 5.04  | Regina Hixt      | 6. Oktober 2022    |
| 5.05  | Nico Stank       | 13. Oktober 2022   |
| 5.06. | Parshad Esmaeili | 20. Oktober 2022   |
| 5.07  | Janin Ullmann    | 27. Oktober 2022   |
| 5.08  | Marc Eggers      | 3. November 2022   |
| 5.09  | Harald Glööckler | 10. November 2022  |
| 5.10  | Papaplatte       | 17. November 2022  |

### Staffel 6
| Folge | Gast              | Erstausstrahlung |
| ----- | ----------------- | ---------------- |
| 6.01  | StarletNova       | 27. April 2023   |
| 6.02  | GrowingAnnanas    | 4. Mai 2023      |
| 6.03  | Elif              | 11. Mai 2023     |
| 6.04  | Alexander Eder    | 18. Mai 2023     |
| 6.05  | Alex Mariah Peter | 25. Mai 2023     |
| 6.06  | Phil Laude        | 1. Juni 2023     |
| 6.07  | Naomi Jon         | 8. Juni 2023     |
| 6.08  | How2Shirli        | 15. Juni 2023    |

### Staffel 7
| Folge | Gast               | Erstausstrahlung  |
| ----- | ------------------ | ----------------- |
| 7.01  | Ikke Hüftgold (2×) | 2. November 2023  |
| 7.02  | Paola Maria        | 9. November 2023  |
| 7.03  | Iris Mareike Steen | 16. November 2023 |
| 7.04  | Ben Zucker         | 23. November 2023 |
| 7.05  | Inscope21          | 30. November 2023 |
| 7.06  | Otto Bulletproof   | 7. Dezember 2023  |
| 7.07  | Isi Glück          | 14. Dezember 2023 |
| 7.08  | Josef Buchholz     | 21. Dezember 2023 |

## Trivia
Mai gilt als eine sportliche Person. Im Alter von 15 Jahren nahm sie unter anderem mit der Tanz-Formation Getting Craz’d an der Hip-Hop-WM in Las Vegas teil. Nach ihrem Durchbruch als Sängerin belegte sie unter anderem den zweiten Platz bei Let’s Dance oder nahm an der Spielshow Catch! teil. In einem Interview bezüglich dieses Formats verriet sie: „Ich bin sportlich, aber ich hasse Laufen!“